# 여수웅천중학교
여수웅천중학교(麗水熊川中學校)는 대한민국 전라남도 여수시 웅천동에 있는 공립 중학교이다.

## 학교 연혁
- 2014년 12월 26일 : 설립인가
- 2015년 3월 1일 : 개교
- 2025년 2월 7일 : 제8회 졸업식(졸업생 235명, 1,795명 졸업)
- 2025년 3월 1일 : 박진영 제5대 교장 부임
- 2025년 3월 4일 : 제11회 신입생 230명 입학

## 참고 자료
- 여수웅천중학교 - 한국교육학술정보원 학교알리미